# Stenopsylla nigricornis
Stenopsylla nigricornis är en insektsart som beskrevs av Shinji Kuwayama 1910. Stenopsylla nigricornis ingår i släktet Stenopsylla och familjen spetsbladloppor. Inga underarter finns listade i Catalogue of Life.